# David Gallagher
David Lee Gallagher (ur. 9 lutego 1985 w Nowym Jorku) – amerykański aktor telewizyjny i filmowy, reżyser, scenarzysta i producent. Najbardziej znany z roli Simona Camdena w serialu The WB / The CW Siódme niebo (1996–2006), za którą w 2003 otrzymał Teen Choice Awards i był pięciokrotnie nominowany do Young Artist Award. 

## Filmografia

### Filmy
- 1993: I kto to mówi 3 (Look Who’s Talking Now) jako Mikey Ubriacco
- 1995: Albo on, albo my (It Was Him or Us, TV) jako Stevie Pomeroy
- 1996: Trójkąt bermudzki (Bermuda Triangle, TV) jako Sam
- 1996: Fenomen (Phenomenon) jako Al Pennamin
- 1996: Summer of Fear (TV) jako Zack Marshall
- 1997: Angels in the Endzone (TV) jako Kevin Harper
- 1998: Życzenie wigilijne Richiego Richa (Richie Rich’s Christmas Wish) jako Richie Rich
- 2000: Nowe przygody Spina i Marty’ego (The New Adventures of Spin and Marty: Suspect Behavior, TV) jako Marty Markham
- 2001: Mały sekret (Little secrets) jako David
- 2003: Młodzi rajdowcy (Kart Racer) jako Scott McKenna
- 2005: W ciszy (The Quiet) jako Brian
- 2006: Szept serca (Mimi wo Sumaseba) jako Seiji Amasawa (głos)
- 2006: Portret Doriana Graya (The Picture of Dorian Gray) jako Dorian Gray
- 2011: Super 8 jako Donny

### Seriale TV
- 1996–2006: Siódme niebo (7th Heaven]) jako Simon Camden
- 1997: Strażnik Teksasu (Walker, Texas Ranger) jako Chad Morgan
- 1999: Rocket Power jako Oliver van Rossam (głos)
- 1999–2000: Dzika rodzinka (The Wild Thornberrys) jako Ben (głos)
- 2006–2009: Wzór (Numb3rs) jako Buck Winters
- 2007: CSI: Kryminalne zagadki Miami (CSI: Miami) jako Rick Bates
- 2008: Ocalić Grace (Saving Grace) jako Paul Shapiro
- 2008: Kości (Bones) jako Ryan Stephenson
- 2008: Bez śladu (Without a Trace) jako Jeff Ellis
- 2009: Tajemnice Smallville (Smallville) jako Zan
- 2012: Zabójcze umysły (Criminal Minds) jako Matt Moore
- 2012: Las Vegas jako Terry
- 2012: CSI: Kryminalne zagadki Las Vegas (CSI: Crime Scene Investigation) jako Adam Kemp
- 2012: CSI: Kryminalne zagadki Nowego Jorku (CSI: NY) jako Marty Bosch
- 2020: S.W.A.T. – jednostka specjalna (S.W.A.T.) jako Sawyer

### Gry wideo
- 2002 - Kingdom Hearts - Riku (wer. angielska)
- 2004 - Kingdom Hearts: Chain of Memories - Riku / Riku Replica (wer. angielska) (głos archiwalny)
- 2006 - Kingdom Hearts II - Riku (wer. angielska)
- 2008 - Kingdom Hearts Re:Chain of Memories - Riku / Riku Replica (wer. angielska)
- 2009 - Kingdom Hearts: 358/2 Days - Riku (wer. angielska)
- 2010 - Kingdom Hearts: Birth by Sleep - Riku / Młody Xehanort (wer. angielska)
- 2011 - Kingdom Hearts Re:coded - Data-Riku (wer. angielska)
- 2012 - Kingdom Hearts 3D: Dream Drop Distance - Riku (wer. angielska)

### Producent
- Picture of Dorian Gray, The (2006)
- Ten Bucks (2003) (oraz scenariusz i reżyseria)